# María Santos Gorrostieta Salazar
María Santos Gorrostieta Salazar (1976 - Michoacán, 12 de noviembre de 2012) fue una médica y política mexicana.
Exalcadesa de Tiquicheo de Nicolás Romero, Michoacán.

## Biografía
Egresada en medicina de la Universidad Michoacana de San Nicolás de Hidalgo, gobernó entre los años 2008 y enero de 2011 el municipio de Tiquicheo de Nicolás Romero. 
El municipio se encuentra enclavado en la Tierra Caliente, zona sitiada por los grupos criminales Caballeros templarios y La Familia Michoacana.
Mientras fue alcaldesa, Gorrostieta Salazar fue víctima de dos atentados en los que resultó gravemente herida. Su esposo, José Sánchez Chávez, murió en el primero de ellos, el 15 de octubre de 2009. El segundo atentado fue el 22 de enero de 2010. Su camioneta fue tiroteada en el límite con el estado de Guerrero. Ella, su hermano y dos funcionarios del ayuntamiento de Tiquicheo resultaron lesionados.

## Fallecimiento
Ya exalcaldesa, fue secuestrada en la mañana del 12 de noviembre de 2012 en el municipio de Cuitzeo, Michoacán y hallada muerta el 15 de noviembre de 2012 a los 36 años.